# Гейс (Канзас)
Гейс (англ. Hays) — місто (англ. city) в США, в окрузі Елліс штату Канзас. Населення — 21 116 осіб (2020).

## Географія
Гейс розташований за координатами 38°52′49″ пн. ш. 99°19′16″ зх. д. / 38.88028° пн. ш. 99.32111° зх. д. (38.880290, -99.320974).  За даними Бюро перепису населення США в 2010 році місто мало площу 20,59 км², уся площа — суходіл. В 2017 році площа становила 21,73 км², уся площа — суходіл.

### Клімат
| Клімат : Гейс                                  | Клімат : Гейс | Клімат : Гейс | Клімат : Гейс | Клімат : Гейс | Клімат : Гейс | Клімат : Гейс | Клімат : Гейс | Клімат : Гейс | Клімат : Гейс | Клімат : Гейс | Клімат : Гейс | Клімат : Гейс | Клімат : Гейс |
| Показник                                       | Січ.          | Лют.          | Бер.          | Квіт.         | Трав.         | Черв.         | Лип.          | Серп.         | Вер.          | Жовт.         | Лист.         | Груд.         | Рік           |
| Абсолютний максимум, °C                        | 26,1          | 31,1          | 36,1          | 41,7          | 41,1          | 45,6          | 47,2          | 46,1          | 43,9          | 38,3          | 32,2          | 28,3          | 47,2          |
| Середній максимум, °C                          | 5,7           | 7,8           | 13,4          | 19,2          | 24,2          | 30,1          | 33,6          | 32,4          | 27,6          | 20,7          | 12,8          | 6,1           | 19,5          |
| Середня температура, °C                        | −1,6          | 0,6           | 5,9           | 11,8          | 17,4          | 23,2          | 26,2          | 25,2          | 20,2          | 12,9          | 5,2           | −0,8          | 12,2          |
| Середній мінімум, °C                           | −8,8          | −6,7          | −1,6          | 4,4           | 10,6          | 16,2          | 18,8          | 18,1          | 12,7          | 5,2           | −2,3          | −7,6          | 5,0           |
| Абсолютний мінімум, °C                         | −32,2         | −32,2         | −30,6         | −15           | −8,3          | −0,6          | 2,8           | 2,2           | −6,7          | −12,8         | −21,1         | −29,4         | −32,2         |
| Норма опадів, мм                               | 13            | 18            | 46            | 54            | 83            | 72            | 100           | 77            | 52            | 40            | 23            | 18            | 596           |
| Днів з опадами                                 | 3,3           | 4,1           | 6,1           | 7,6           | 9,6           | 9,3           | 8,7           | 7,8           | 6,2           | 6,0           | 4,2           | 3,8           | 76,7          |
| Днів зі снігом                                 | 2,7           | 2,6           | 1,6           | 0,4           | 0             | 0             | 0             | 0             | 0             | 0,1           | 1,0           | 2,5           | 10,9          |
| Вологість повітря, %                           | 68            | 69            | 67            | 62            | 68            | 64            | 62            | 61            | 60            | 61            | 64            | 67            | 64            |
| ---------------------------------------------- | ------------- | ------------- | ------------- | ------------- | ------------- | ------------- | ------------- | ------------- | ------------- | ------------- | ------------- | ------------- | ------------- |
| Джерело: National Weather Service; Weatherbase |               |               |               |               |               |               |               |               |               |               |               |               |               |

## Демографія
Згідно з переписом 2010 року, у місті мешкало 20 510 осіб у 8698 домогосподарствах у складі 4639 родин. Густота населення становила 996 осіб/км².  Було 9311 помешкання (452/км²).
Расовий склад населення:
| - 92,8 % — білих - 1,8 % — азіатів - 1,1 % — чорних або афроамериканців - 0,3 % — корінних американців - 2,1 % — осіб інших рас |

До двох чи більше рас належало 1,8 %. Частка іспаномовних становила 4,7 % від усіх жителів.
За віковим діапазоном населення розподілялося таким чином: 19,7 % — особи молодші 18 років, 67,6 % — особи у віці 18—64 років, 12,7 % — особи у віці 65 років та старші. Медіана віку мешканця становила 29,1 року. На 100 осіб жіночої статі у місті припадало 97,3 чоловіків;  на 100 жінок у віці від 18 років та старших — 95,3 чоловіків також старших 18 років.
Середній дохід на одне домашнє господарство  становив 61 249 доларів США (медіана — 42 976), а середній дохід на одну сім'ю — 82 688 доларів (медіана — 62 780). Медіана доходів становила 37 469 доларів для чоловіків та 32 313 долари для жінок. За межею бідності перебувало 17,7 % осіб, у тому числі 13,3 % дітей у віці до 18 років та 8,2 % осіб у віці 65 років та старших.
Цивільне працевлаштоване населення становило 11 954 особи. Основні галузі зайнятості: освіта, охорона здоров'я та соціальна допомога — 30,8 %, роздрібна торгівля — 14,9 %, мистецтво, розваги та відпочинок — 9,8 %, виробництво — 6,5 %.

## Відомі особистості
В поселенні народився:
- Джефф Колаєр (* 1960) — американський політик.